# 牛從龍
牛從龍（？—？），山西澤州高平縣匠籍。明朝政治人物。

## 生平
萬曆十六年（1588年）戊子科山西鄉試舉人，十七年（1589年）登己丑科進士。官至户部郎中。

## 家族
父牛師光，以子貴封奉政大夫户部郎中。母倪氏，封宜人。